# Waldthurn
Waldthurn település Németországban, azon belül Bajorországban. Lakosainak száma 1894 fő (2023. december 31.). Waldthurn Floß, Flossenbürg és Pleystein községekkel határos.

## Népesség
A település népessége az elmúlt években az alábbi módon változott:
| Lakosok száma | 913  | 1275 | 1980 | 2072 | 1953 | 1979 | 1895 | 1914 | 1881 | 1894 |
|               | 1875 | 1950 | 1975 | 1987 | 2012 | 2014 | 2016 | 2017 | 2021 | 2023 |